# Malang Diedhiou
Malang Diedhiou (Badiana, 30 aprile 1973) è un arbitro di calcio senegalese.

## Carriera
È stato uno degli arbitri per la Coppa delle nazioni africane 2015 così come per l'edizione successiva del 2017.
Il 27 aprile 2017, Diedhiou è stato annoverato come un video assistant referee (VAR) della CAF per la Confederations Cup 2017 in Russia. Lavorerà al fianco di Bakary Gassama, Jean Claude Birumushahu e Marwa Range.
Nel dicembre 2017 è selezionato dalla FIFA in vista della Coppa del mondo per club FIFA 2017 dove ha arbitrato il match di apertura.
Il 29 marzo 2018 viene selezionato ufficialmente dalla FIFA per i mondiali di Russia 2018.
In Russia dirige due gare della fase a gironi ed un ottavo di finale, quest'ultimo tra Belgio e Giappone. Funge infine da quarto ufficiale nella finale terzo e quarto posto.